# Egipto en los Juegos Paralímpicos de Arnhem 1980
Egipto estuvo representado en los Juegos Paralímpicos de Arnhem 1980 por un total de 33 deportistas, 26 hombres y siete mujeres.

## Medallistas
El equipo paralímpico egipcio obtuvo las siguientes medallas:
| Nombre                 | Deporte            | Evento                  |
| ---------------------- | ------------------ | ----------------------- |
| Oro                    |                    |                         |
| Hanan Ahmed Fathi      | Atletismo          | 60 m 1C femenino        |
| Hanan Ahmed Fathi      | Atletismo          | Peso 1C femenino        |
| Nayat Gaber Ali        | Atletismo          | Jabalina D1 femenino    |
| Jater Eid Grib         | Atletismo          | 1500 m F1 masculino     |
| Plata                  |                    |                         |
| Hanan Ahmed Fathi      | Atletismo          | Disco 1C femenino       |
| Hanan Ahmed Fathi      | Atletismo          | Jabalina 1C femenino    |
| Nayat Gaber Ali        | Atletismo          | Disco D1 femenino       |
| Metwali Ahmed Jadr     | Atletismo          | Jabalina J masculino    |
| Salem Mohamed El-Zeini | Bolos sobre hierba | Individual D1 masculino |
| Naseredin Nabil        | Natación           | 100 m libre 6 masculino |
| Salem Mohamed El-Zeini | Tenis de mesa      | Individual C1 masculino |
| Bronce                 |                    |                         |
| Nayat Gaber Ali        | Atletismo          | Peso D1 femenino        |
| Jater Eid Grib         | Atletismo          | Eslalon F1 masculino    |
| Ahmed Mohamed Salama   | Tenis de mesa      | Individual C1 masculino |